# 尤河清
尤河清是台灣寵物友善計程車司機，專職載運動物，有「狗菩薩」之稱。

## 生平
尤河清在1970年代時曾經營過成衣廠，後轉行當計程車司機。因結識一群愛狗人士，而開始載運犬隻的服務，後成為專職載運動物的計程車司機，並盡己所能幫助流浪犬隻。2015年被檢驗出患有甲狀腺癌初期，術後平安出院，所得的數十萬保險理賠金也都用於幫助狗。
2021年，前高雄市長韓國瑜在其公益影片系列「韓先生來敲門」的《狗菩薩運將 暖載浪浪20年》一集中專訪尤河清。2022年1月2日，尤河清出席了在大安森林公園舉辦的《韓先生來敲門》新書發表會。

## 外部連結
- YouTube上的韓先生來敲門第一季EP3【狗菩薩運將 暖載浪浪20年】